# Championnats d'Europe d'haltérophilie 2015
Navigation
Édition précédente Édition suivante
Les Championnats d'Europe d'haltérophilie 2015 ont eu lieu en Géorgie, à Tbilissi du 10 avril 2015 au 18 avril 2015.

## Résultats détaillés

### Hommes

#### - de 56 kg
|             | Or                   | Or     | Argent                  | Argent | Bronze                  | Bronze |
| Arraché     | Josué Brachi Espagne | 118 kg | Mirco Scarantino Italie | 118 kg | İsmet Algül Turquie     | 114 kg |
| Épaulé-Jeté | Oleg Sîrghi Moldavie | 151 kg | Smbat Margaryan Arménie | 146 kg | Mirco Scarantino Italie | 141 kg |
| Total       | Oleg Sîrghi Moldavie | 264 kg | Smbat Margaryan Arménie | 259 kg | Mirco Scarantino Italie | 259 kg |

#### - de 62 kg
|             | Or                           | Or     | Argent                    | Argent | Bronze                   | Bronze |
| Arraché     | Valentin Hristov Azerbaïdjan | 135 kg | Florin Croitoru Roumanie  | 134 kg | Bünyamin Sezer Turquie   | 134 kg |
| Épaulé-Jeté | Valentin Hristov Azerbaïdjan | 160 kg | Dimitris Minasidis Chypre | 156 kg | Emrah Aydın Turquie      | 155 kg |
| Total       | Valentin Hristov Azerbaïdjan | 295 kg | Bünyamin Sezer Turquie    | 288 kg | Florin Croitoru Roumanie | 287 kg |

#### - de 69 kg
|             | Or                        | Or     | Argent                        | Argent | Bronze                        | Bronze |
| Arraché     | Daniyar Ismayilov Turquie | 156 kg | Bernardin Kingue Matam France | 146 kg | Sergei Petrov Russie          | 146 kg |
| Épaulé-Jeté | Daniyar Ismayilov Turquie | 181 kg | Sergei Petrov Russie          | 176 kg | Bernardin Kingue Matam France | 175 kg |
| Total       | Daniyar Ismayilov Turquie | 337 kg | Sergei Petrov Russie          | 322 kg | Bernardin Kingue Matam France | 321 kg |

#### - de 77 kg
|             | Or                                | Or     | Argent                            | Argent | Bronze                      | Bronze |
| Arraché     | Andranik Karapetyan Arménie       | 164 kg | Tigran Gevorg Martirosyan Arménie | 160 kg | Victor Getts Russie         | 160 kg |
| Épaulé-Jeté | Afgan Bayramov Azerbaïdjan        | 192 kg | Tigran Gevorg Martirosyan Arménie | 191 kg | Victor Getts Russie         | 191 kg |
| Total       | Tigran Gevorg Martirosyan Arménie | 351 kg | Victor Getts Russie               | 351 kg | Andranik Karapetyan Arménie | 350 kg |

#### - de 85 kg
|             | Or                        | Or     | Argent                      | Argent | Bronze                      | Bronze |
| Arraché     | Iurie Bulat Moldavie      | 172 kg | Mikalai Novikau Biélorussie | 166 kg | Alexandru Dudoglo Moldavie  | 165 kg |
| Épaulé-Jeté | Benjamin Hennequin France | 202 kg | Alexey Yufkin Russie        | 198 kg | Alexandru Dudoglo Moldavie  | 197 kg |
| Total       | Benjamin Hennequin France | 367 kg | Alexandru Dudoglo Moldavie  | 362 kg | Mikalai Novikau Biélorussie | 361 kg |

#### - de 94 kg
|             | Or                         | Or     | Argent                | Argent | Bronze                         | Bronze |
| Arraché     | Aurimas Didžbalis Lituanie | 182 kg | Khetag Khugaev Russie | 180 kg | Łukasz Grela Pologne           | 178 kg |
| Épaulé-Jeté | Aurimas Didžbalis Lituanie | 221 kg | Khetag Khugaev Russie | 219 kg | Aliaksandr Venskel Biélorussie | 209 kg |
| Total       | Aurimas Didžbalis Lituanie | 403 kg | Khetag Khugaev Russie | 399 kg | Aliaksandr Venskel Biélorussie | 386 kg |

#### - de 105 kg
|             | Or                          | Or     | Argent                      | Argent | Bronze                    | Bronze |
| Arraché     | Bartłomiej Bonk Pologne     | 185 kg | Gennady Muratov Russie      | 183 kg | Simon Martirosyan Arménie | 181 kg |
| Épaulé-Jeté | Arkadiusz Michalski Pologne | 227 kg | Bartłomiej Bonk Pologne     | 223 kg | Arturs Plesnieks Lettonie | 221 kg |
| Total       | Bartłomiej Bonk Pologne     | 408 kg | Arkadiusz Michalski Pologne | 399 kg | Gennady Muratov Russie    | 398 kg |

#### + 105 kg
|             | Or                        | Or     | Argent                    | Argent | Bronze                   | Bronze |
| Arraché     | Chingiz Mogushkov Russie  | 202 kg | Irakli Turmanidze Géorgie | 201 kg | Almir Velagic Allemagne  | 193 kg |
| Épaulé-Jeté | Irakli Turmanidze Géorgie | 234 kg | Daniel Dołęga Pologne     | 230 kg | Chingiz Mogushkov Russie | 230 kg |
| Total       | Irakli Turmanidze Géorgie | 435 kg | Chingiz Mogushkov Russie  | 432 kg | Almir Velagic Allemagne  | 418 kg |

### Femmes

#### - de 48 kg
|             | Or                    | Or     | Argent                | Argent | Bronze                          | Bronze |
| Arraché     | Nurcan Taylan Turquie | 81 kg  | Genny Pagliaro Italie | 81 kg  | Sibel Özkan Turquie             | 80 kg  |
| Épaulé-Jeté | Sibel Özkan Turquie   | 99 kg  | Anaïs Michel France   | 98 kg  | Monica Suneta Csengeri Roumanie | 98 kg  |
| Total       | Sibel Özkan Turquie   | 179 kg | Nurcan Taylan Turquie | 178 kg | Genny Pagliaro Italie           | 176 kg |

#### - de 53 kg
|             | Or                      | Or     | Argent                      | Argent | Bronze                      | Bronze |
| Arraché     | Iuliia Paratova Ukraine | 90 kg  | Atenery Hernández Espagne   | 83 kg  | Julia Schwarzbach Allemagne | 83 kg  |
| Épaulé-Jeté | Iuliia Paratova Ukraine | 110 kg | Ayşegül Çoban Turquie       | 109 kg | Julia Schwarzbach Allemagne | 103 kg |
| Total       | Iuliia Paratova Ukraine | 200 kg | Julia Schwarzbach Allemagne | 186 kg | Ayşegül Çoban Turquie       | 184 kg |

#### - de 58 kg
|             | Or                          | Or     | Argent                           | Argent | Bronze                           | Bronze |
| Arraché     | Boyanka Kostova Azerbaïdjan | 109 kg | Natalia Grishina Russie          | 93 kg  | Irina Lepsa Lacramioara Roumanie | 91 kg  |
| Épaulé-Jeté | Boyanka Kostova Azerbaïdjan | 137 kg | Irina Lepsa Lacramioara Roumanie | 114 kg | Aleksandra Klejnowska Pologne    | 113 kg |
| Total       | Boyanka Kostova Azerbaïdjan | 246 kg | Irina Lepsa Lacramioara Roumanie | 205 kg | Aleksandra Klejnowska Pologne    | 202 kg |

#### - de 63 kg
|             | Or                    | Or     | Argent                    | Argent | Bronze                   | Bronze |
| Arraché     | Yuliya Kalina Ukraine | 106 kg | Nadezda Likhacheva Russie | 105 kg | Giorgia Bordignon Italie | 97 kg  |
| Épaulé-Jeté | Yuliya Kalina Ukraine | 132 kg | Nadezda Likhacheva Russie | 118 kg | Giorgia Bordignon Italie | 117 kg |
| Total       | Yuliya Kalina Ukraine | 238 kg | Nadezda Likhacheva Russie | 223 kg | Giorgia Bordignon Italie | 214 kg |

#### - de 69 kg
|             | Or                           | Or     | Argent                  | Argent | Bronze                            | Bronze |
| Arraché     | Dzina Sazanavets Biélorussie | 115 kg | Iana Kondrashova Russie | 105 kg | Ruth Kasirye Norvège              | 105 kg |
| Épaulé-Jeté | Dzina Sazanavets Biélorussie | 140 kg | Iana Kondrashova Russie | 130 kg | Anastassiya Ibrahimli Azerbaïdjan | 130 kg |
| Total       | Dzina Sazanavets Biélorussie | 255 kg | Iana Kondrashova Russie | 235 kg | Anastassiya Ibrahimli Azerbaïdjan | 233 kg |

#### - de 75 kg
|             | Or                     | Or     | Argent                       | Argent | Bronze                       | Bronze |
| Arraché     | Lidia Valentín Espagne | 118 kg | Darya Pachabut Biélorussie   | 117 kg | Gaëlle Nayo-Ketchanke France | 111 kg |
| Épaulé-Jeté | Lidia Valentín Espagne | 145 kg | Gaëlle Nayo-Ketchanke France | 137 kg | Ekaterina Iutvolina Russie   | 133 kg |
| Total       | Lidia Valentín Espagne | 263 kg | Gaëlle Nayo-Ketchanke France | 248 kg | Darya Pachabut Biélorussie   | 247 kg |

#### + 75 kg
|             | Or                       | Or     | Argent                     | Argent | Bronze                                              | Bronze        |
| Arraché     | Tatiana Kashirina Russie | 142 kg | Anastasiia Lysenko Ukraine | 126 kg | Andreea Aanei Roumanie                              | 120 kg        |
| Épaulé-Jeté | Tatiana Kashirina Russie | 180 kg | Anastasiia Lysenko Ukraine | 154 kg | Hripsime Khurshudyan Arménie Andreea Aanei Roumanie | 141 kg 141 kg |
| Total       | Tatiana Kashirina Russie | 322 kg | Anastasiia Lysenko Ukraine | 280 kg | Andreea Aanei Roumanie                              | 261 kg        |

## Résultats de la délégation française

### Hommes
- 69 kg : Bernardin Kingue Matam (3e avec 321 kg) 
- 85 kg : Benjamin Hennequin (1er avec 367 kg), Giovanni Bardis (5e avec 354 kg),

### Femmes
- 48 kg : Anaïs Michel (4e avec 174 kg) 
- 75 kg : Gaëlle Nayo-Ketchanke (2e avec 248 kg)